# Tamara Liúkhina
Tamara Alekséievna Zamotàilova (en rus: Тамара Алексеевна Замотайлова), també coneguda com a Tamara Liúkhina-Zamotàilova (en rus: Тамара Люхина-Замотайлова), (Mishenka, Unió Soviètica 1939) és una gimnasta artística russa, ja retirada, guanyadora de quatre medalles olímpiques.

## Biografia
Va néixer l'11 de maig de 1939 a la ciutat de Mishenka, població situada a l'actual óblast de Vorónej, que en aquells moments formava part de la República Socialista Federada Soviètica de Rússia (Unió Soviètica) i que avui dia forma part de la Federació russa.

## Carrera esportiva
Va participar, als 21 anys, als Jocs Olímpics d'Estiu de 1960 realitzats a Roma (Itàlia), on va aconseguir guanyar la medalla d'or en el concurs complet (per equips) i la medalla de bronze en les proves d'exercici de terra i barres asimètriques.
En els Jocs Olímpics d'Estiu de 1964 realitzats a Tòquio (Japó) tornà a revalidar el seu títol olímpic amb l'equip soviètic en el concurs complet (per equips), si bé únicament fou sisena en la prova de barres asimètriques i tretzena en la prova del concurs complet (individual).